# Редья
Ре́дья — река на северо-западе европейской части Российской Федерации, в Новгородской области, левый приток реки Ловать.
Длина реки — 146 км. Площадь водосбора 671 км².

## Населённые пункты
На берегах Редьи расположено 26 населённых пунктов (Садово, Киёво, Крюково), крупнейший из которых — посёлок Поддорье — административный центр Поддорского района Новгородской области.

## Гидрография
Исток Редьи расположен на территории Холмского района на юго-западе области. Река вытекает из озера Рдейского — самого большого водоёма огромных Рдейских болот, объявленных Рдейским заповедником. Кроме Редьи из этих болот вытекает также Порусья.
Первые километры река представляет собой небольшой ручей, петляющий среди болот по территории заповедника. Затем скорость течения увеличивается, в русле появляются камни и небольшие перекаты. Берега высокие, одеты лесом, местами плотно заселённые.
Почти на всём протяжении Редья течёт на северо-восток параллельно Порусье (с запада) и Ловати (с востока). К Порусье Редья в некоторых местах подходит на расстояние меньше километра, а к Ловати до трёх километров. У Редьи нет больших притоков, поэтому она медленно увеличивается, сохраняя почти на всём своём протяжении ширину 8—15 метров. Порогов на реке также меньше, чем на соседних реках.
В нижнем течении скорость течения уменьшается, Редья впадает в Ловать в черте её дельты, двумя километрами выше Полисти.